# Futbol al Brasil

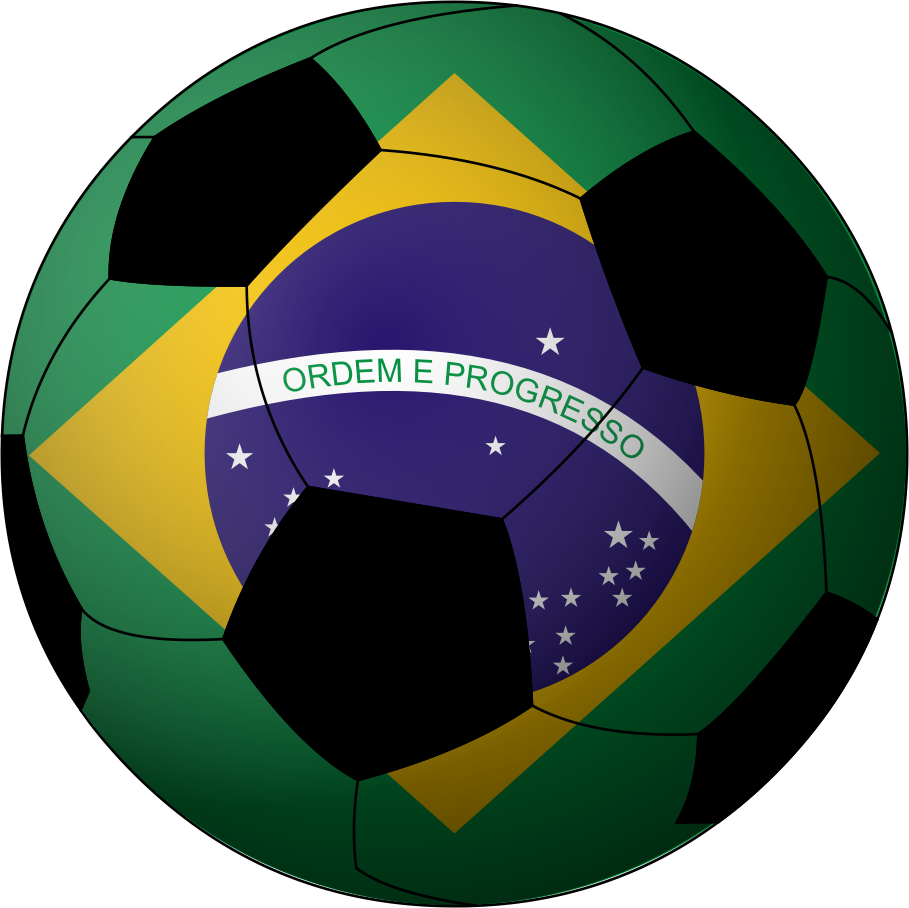

El futbol és l'esport més seguit al Brasil. L'òrgan encarregat de dirigir el futbol brasiler és la Confederació Brasilera de Futbol. La seva selecció ha estat diversos cops campiona del món de futbol i els seus clubs han produït alguns dels futbolistes més destacats d'aquest esport com Pelé, Garrincha, Romário, Rivaldo, Ronaldo o Ronaldinho.

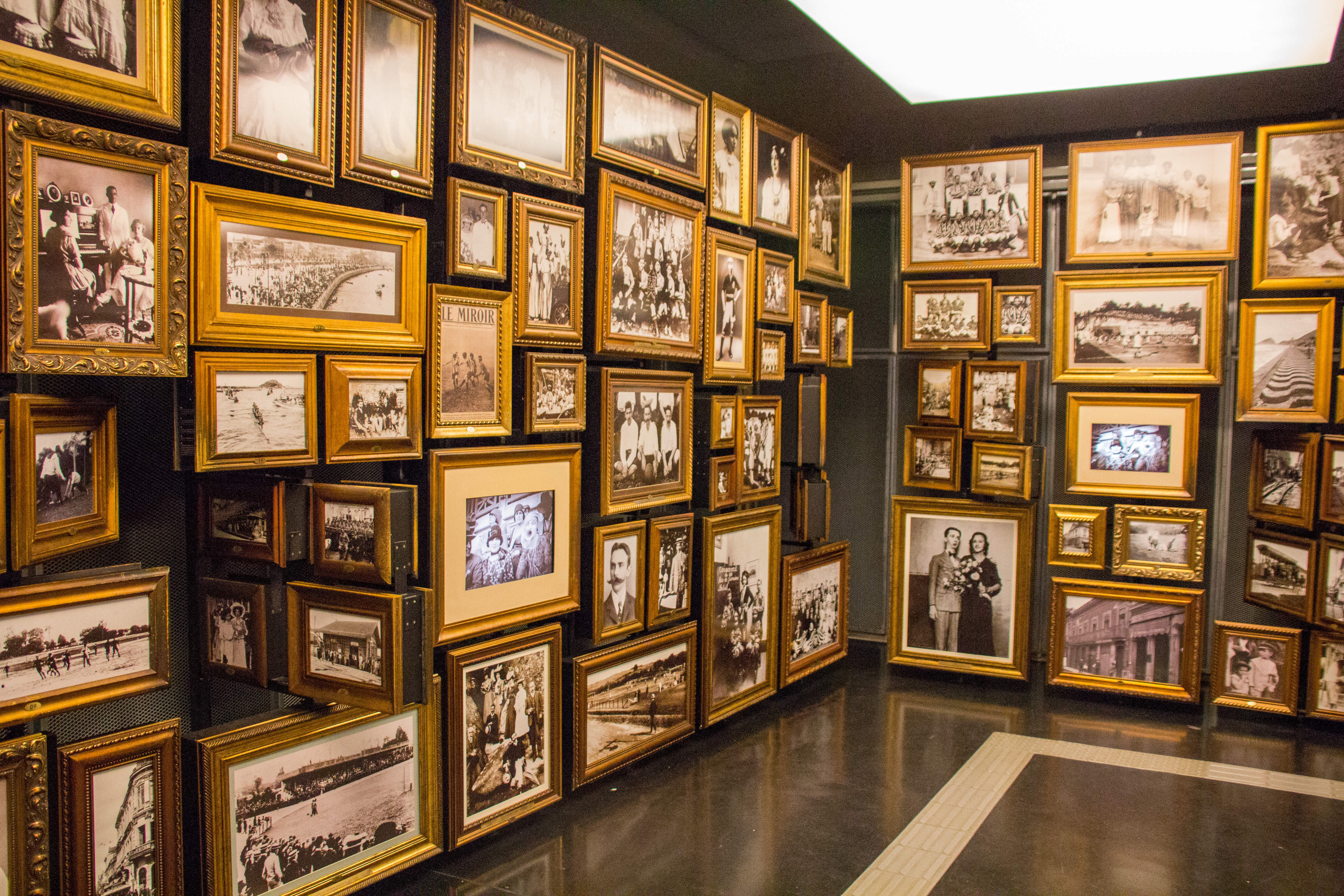
Museu do Futebol, Sao Paulo.

## Història

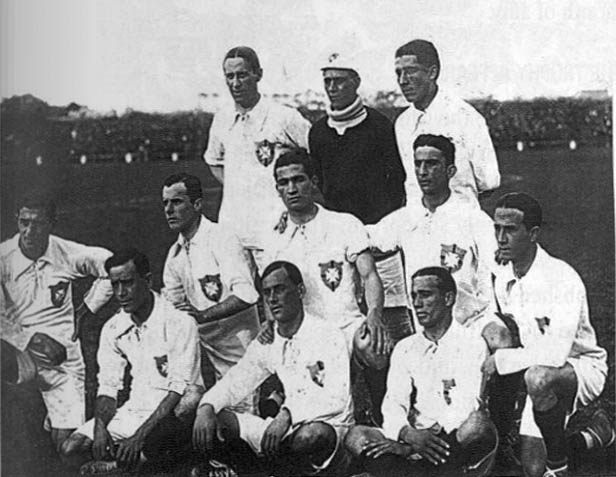
Selecció del Brasil el 1917.

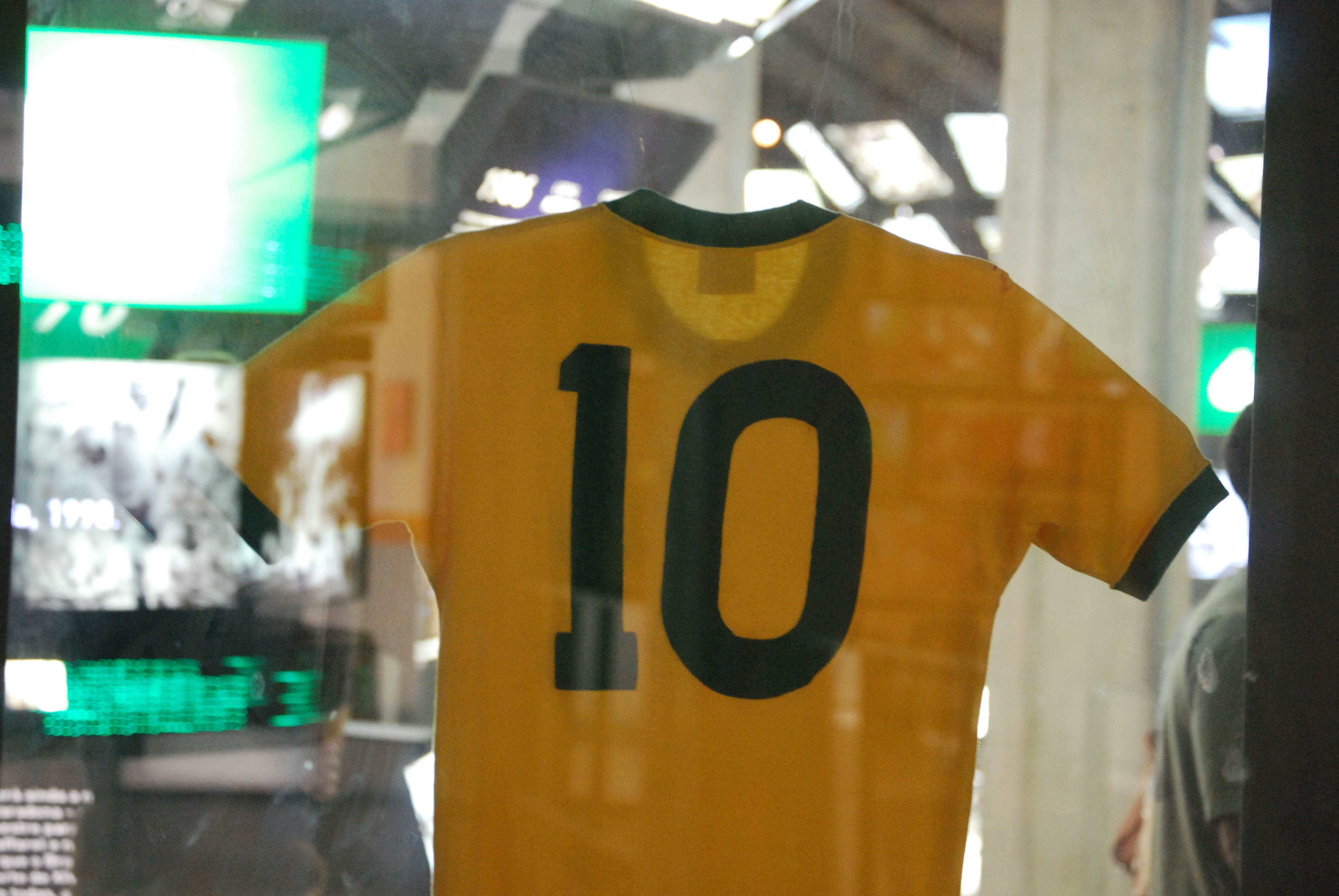
Samarreta de Pelé.

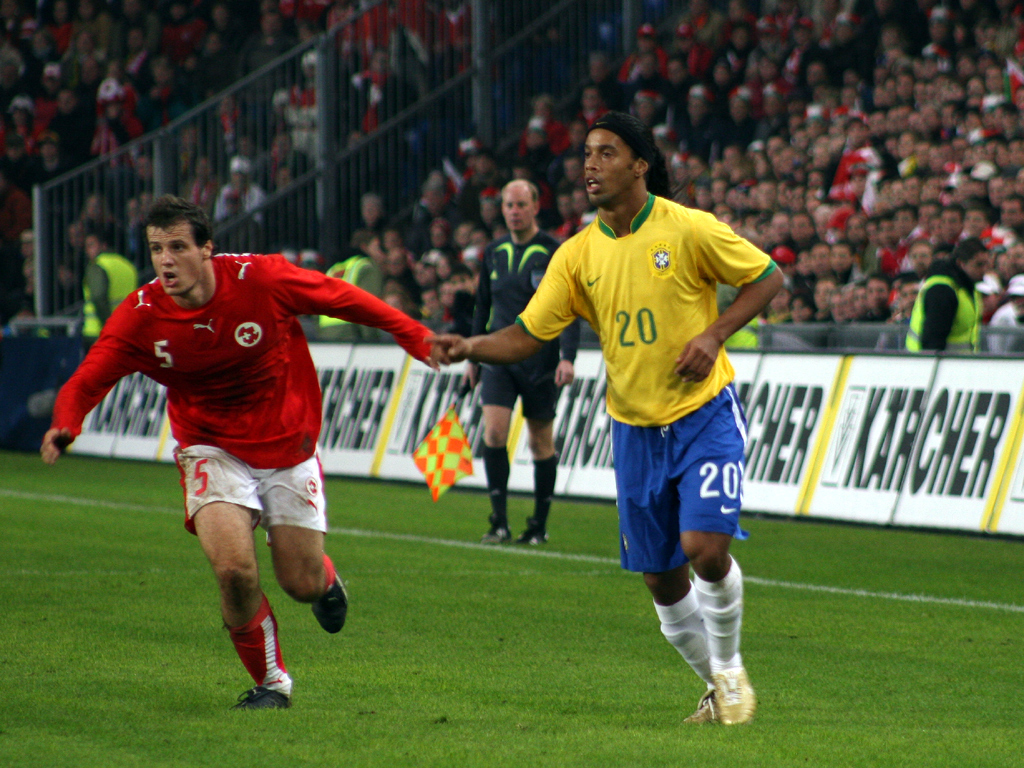
Ronaldinho amb la samarreta de la selecció.

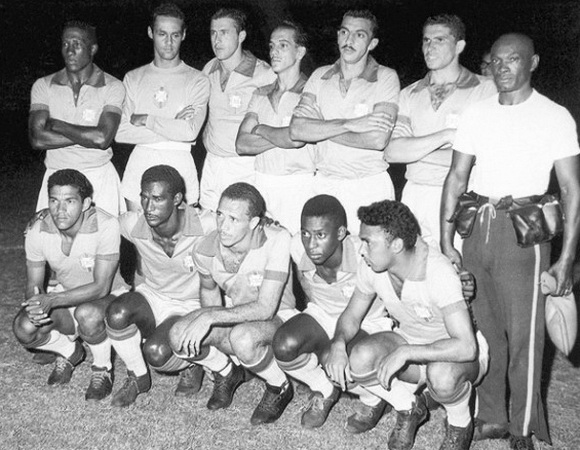
Selecció del Brasil el 1959.

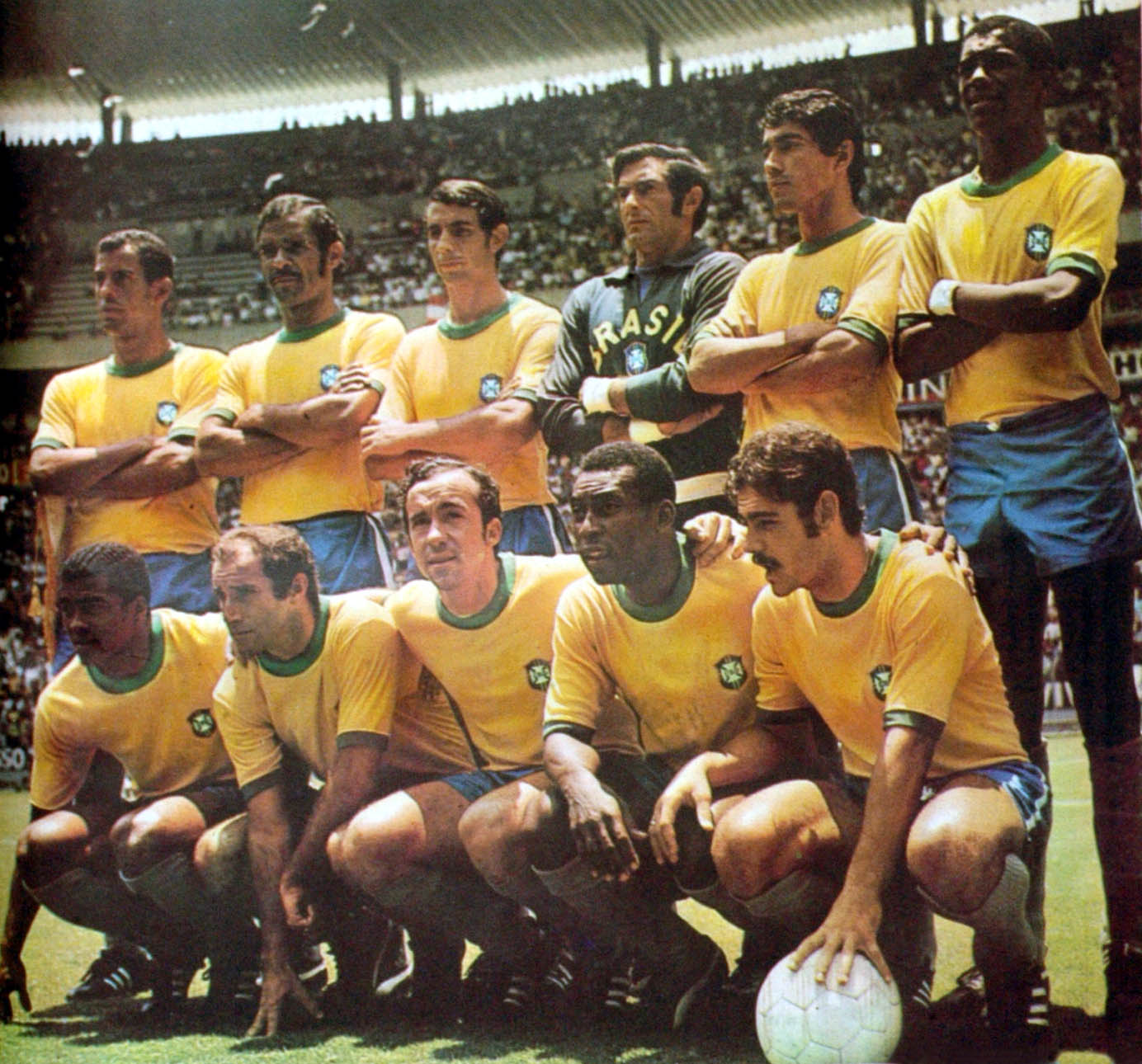
Selecció del Brasil el 1970.

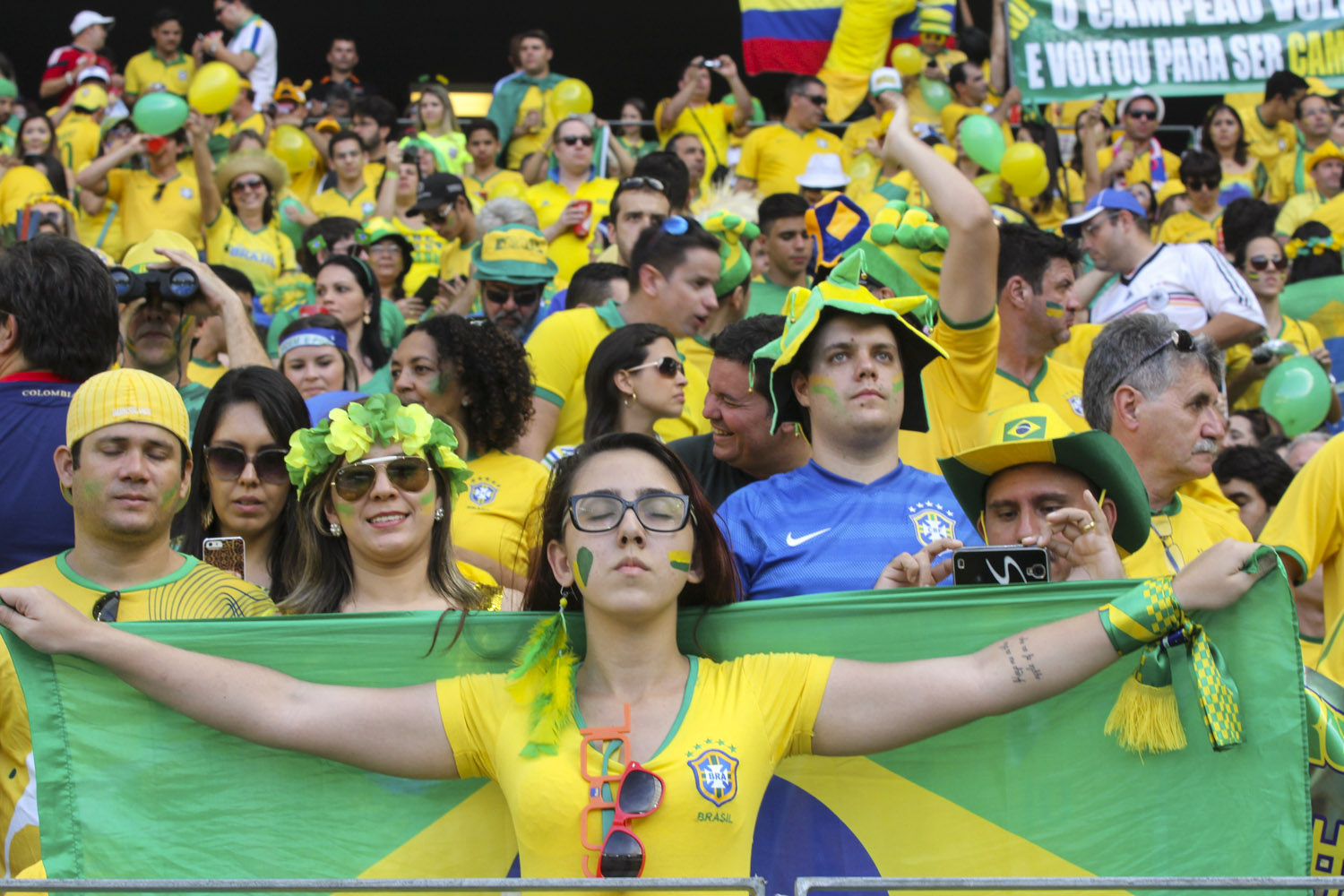
Seguidors de la selecció brasilera.

El futbol fou introduït al Brasil pels membres de la comunitat britànica que residien al país. A l'estat de São Paulo les primeres notícies de futbol les trobem cap al 1880 al col·legi São Luiz d'Itu pels germans Robert i Willame Godding. A Jundiaí, Mr. Hugh va organitzar partits el 1882. Cap al 1870 un britànic anomenat John Miller que treballava a la construcció del ferrocarril a São Paulo envià el seu fill Charles William Miller a Anglaterra per a la seva educació. Allí aprengué a jugar a futbol, fins i tot arribà a jugar al Corinthians F.C., un equip format per jugadors convidats de les escoles i universitats públiques angleses. En el seu retorn al Brasil, Charles va portar amb ell la idea de desenvolupar-hi el futbol. L'any 1888 es fundà el São Paulo Athletic Club, un dels primers clubs poliesportius del país. El 1894 Charles Miller hi introduí la secció del futbol. Altres clubs pioners foren: AA Mackenzie College (1898), SC Internacional (1899), SC Germania (1899), AA Ponte Preta (1900), CA Paulistano (1900-1929), AA das Palmeiras, Paulista, SC Americano, CA Ypiranga, Campos Elyseos, SC Corinthians (1910), Guaraní FC (1911), CA Internacional Santos, Santos FC (1912) i AA São Bento.
A Rio de Janeiro es jugava de manera informal al futbol des del 1875. El primer partit conegut fou iniciativa de l'escocès Thomas Donohoe a Bangu l'abril de 1894. Però el veritable impulsor fou Oscar Cox el 1901. El primer partit, organitzat per iniciativa seva, fou jugat entre brasilers i membres de la colònia anglesa i acabà amb empat a 1. L'encontre es jugà l'1 d'agost de 1901 al camp del Rio Cricket and Athletic Association a Niteroi. El primer campionat es disputà el 1906, organitzat per la Liga Metropolitana de Football, i que comptà només amb 6 participants (Bangu, Botafogo, Fluminense, Football and Athletic Club (Rio), Paysandú i Rio Cricket (Niteroi)). Els primers clubs foren el Fluminense (1902), Botafogo (1904), Bangu (1904), América de Rio (1904), Paysandú, Rio Cricket, Riachuelo, Haddock Lobo, Mangueira, Andarai Niteroi, Carioca, Vila Isabel, Helenico, Brasil, River i Sírio.
A Rio Grande do Sul, els primers clubs foren el SC Rio Grande (1900), EC XIV de Julho (1902, a Santana do Livramento), Grêmio Porto Alegre (1903), Militar Foot-Ball Club, Football Club Riograndense (1909), Sport Club Renner (1931-1958); mentre que a l'estat de Bahia foren el 27 de Outubro (1901), EC Vitória (1899) i Internacional de Cricket, tots de Salvador.
A Minas Gerais, el 1893 es practicava el futbol a l'Instituto Granbery de Juiz de Fora, i els principals clubs a inicis de segle eren el Lusitano AC (dels portuguesos), América FC (d'universitaris de classe alta), Yale AC (dels italians), Atlético Mineiro (1908), Guaraní i Ipanema, tots ells a Belo Horizonte. A Paraná destacarem clubs com l'América, Britânia, Internacional, Coritiba, Palestra Itália tots ells a inicis de segle, o C.A. Monte Alegre de Telemaco Borba i el Mina de Morrovelho a mitjans. A Pará destaquem el Clube do Remo, el Guarany FC i la União Esportiva, i a l'Estat de Goiás, els primers equips foren el Goiânia EC (representant de l'elit goianesa) i l'Atlético Goianiense (representant del barri de Campinas).
La Confederació Brasilera de Futbol va ser fundada el 1914. Degut a les elevades distàncies dins del país durant molts anys les principals competicions futbolístiques foren els campionats estatals, i alguns campionats interestatals. A diferència del que ha succeït a la majoria de països els campionats estatals continuen disputant-se actualment i gaudeixen de força prestigi. L'actual Campionat brasiler de futbol va ser creat l'any 1971. Avui en dia està format per tres divisions la sèrie A, sèrie B i la sèrie C.
Les primeres competicions femenines foren organitzades el 2007.

## Competicions

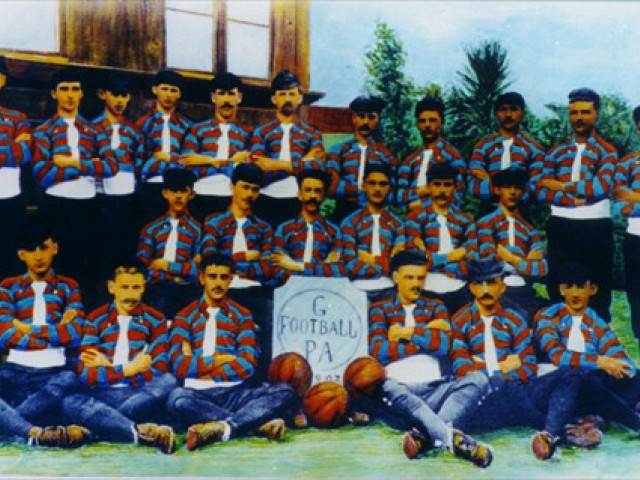
Grêmio el 1903.

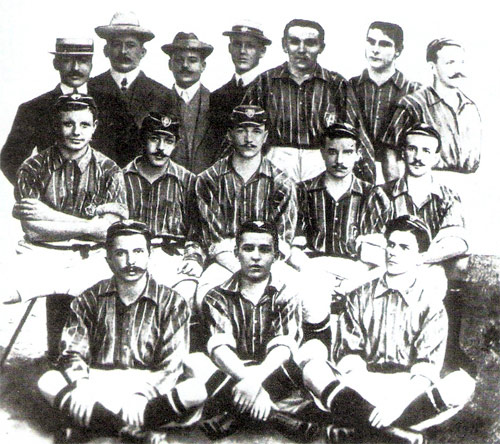
Fluminense el 1906.

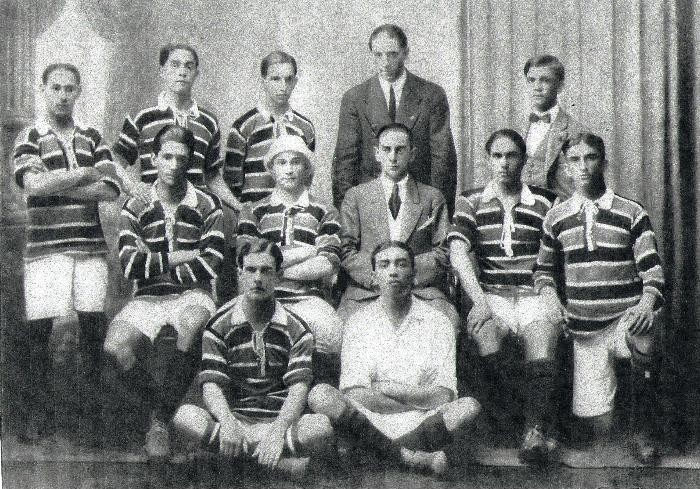
Flamengo el 1914.

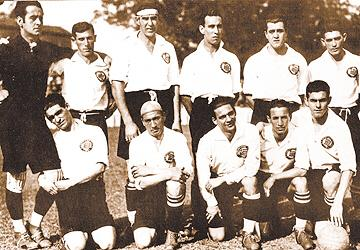
Corinthians el 1930.

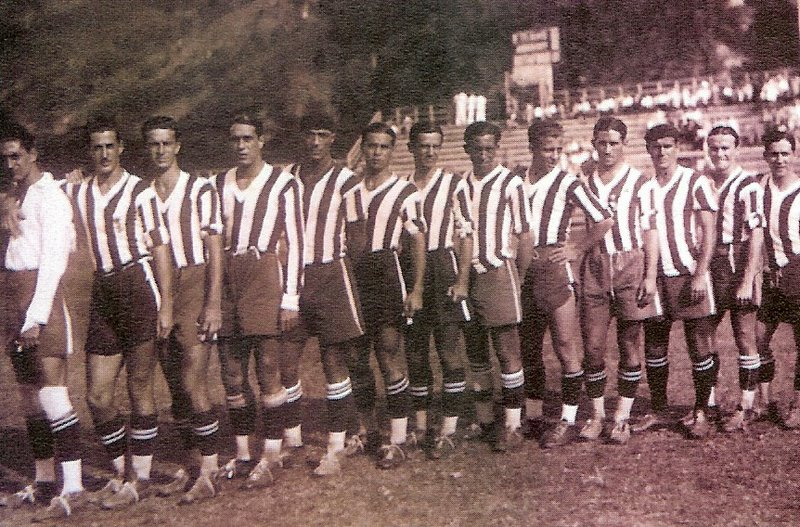
Botafogo el 1932.

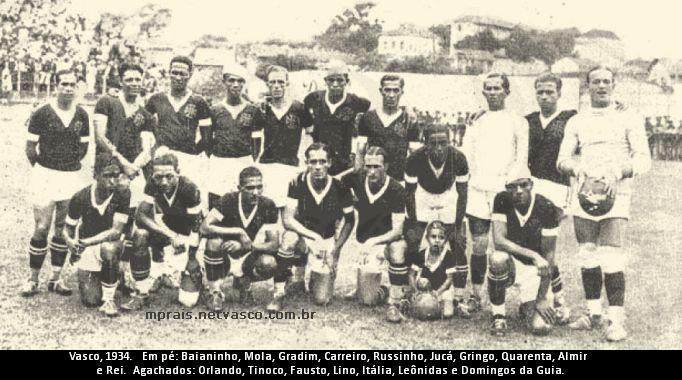
Vasco da Gama el 1934.

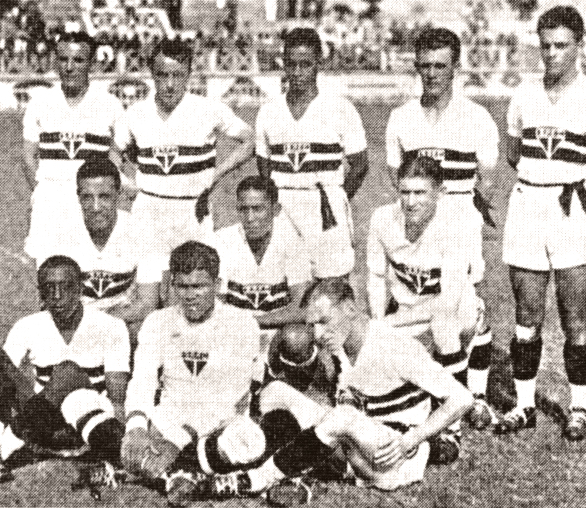
São Paulo el 1936.

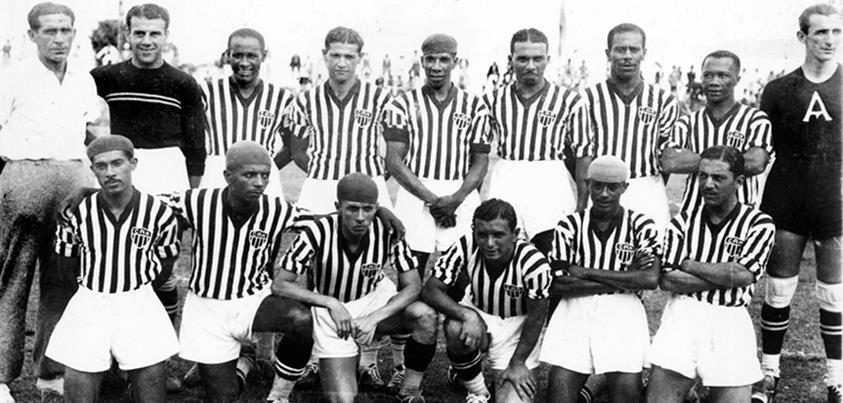
Atlético Mineiro el 1937.

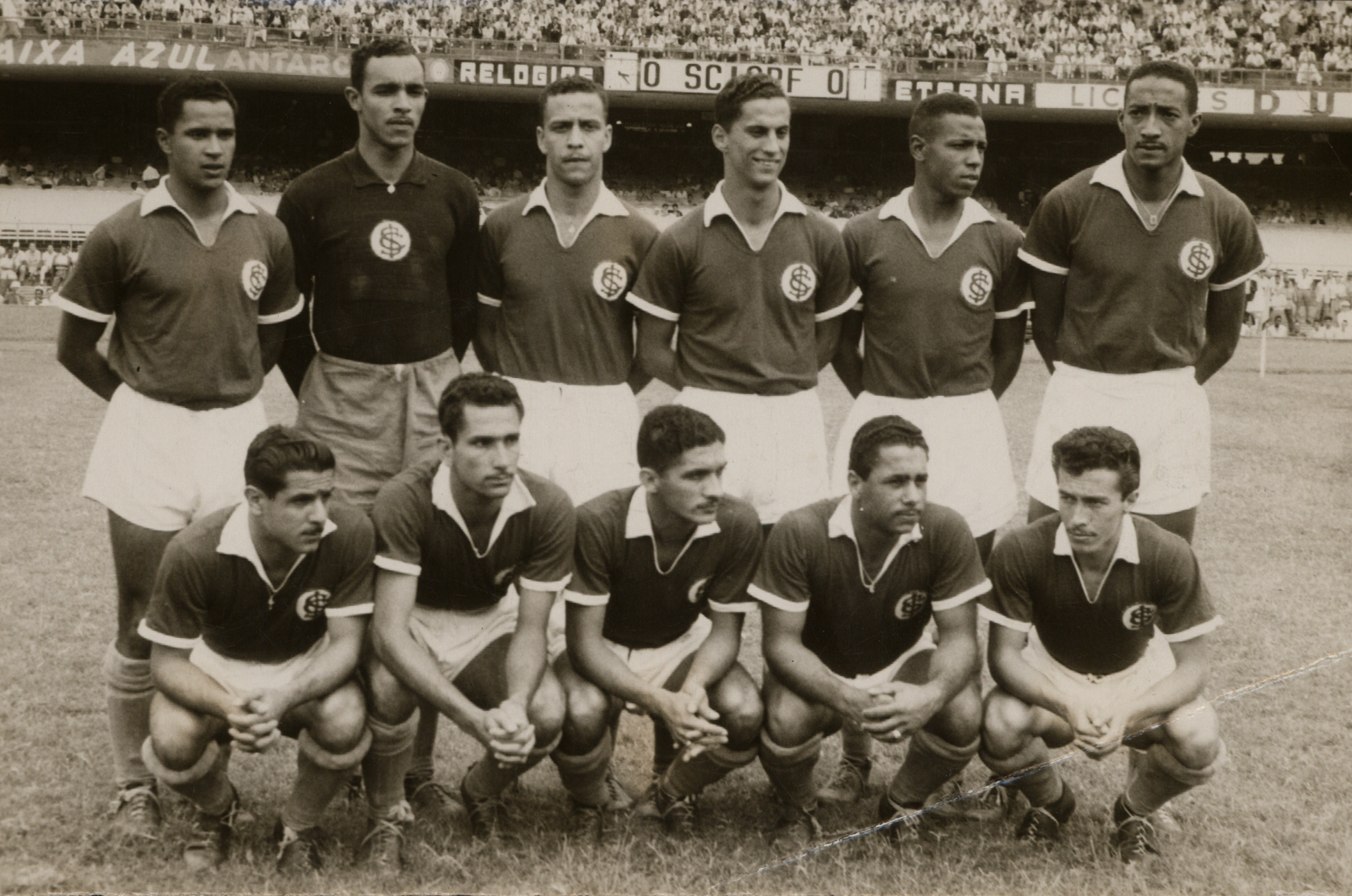
Internacional el 1953.

### Competicions nacionals
- Campionat brasiler de futbol
- Copa brasilera de futbol
- Segona Divisió brasilera de futbol

### Competicions estatals
- Campionat carioca (Rio de Janeiro)
- Campionat paulista (São Paulo)
- Campionat mineiro (Minas Gerais)
- Campionat gaúcho (Rio Grande do Sul)
- Campionat brasiliense (Districte Federal del Brasil)
- Campionat sul-matogrossense (Mato Grosso do Sul)
- Campionat matogrossense (Mato Grosso)
- Campionat goiano (Goiás)
- Campionat catarinense (Santa Catarina)
- Campionat paranaense (Paraná)
- Campionat capixaba (Espírito Santo)
- Campionat baiano (Bahia)
- Campionat sergipano (Sergipe)
- Campionat alagoano (Alagoas)
- Campionat pernambucano (Pernambuco)
- Campionat paraibano (Paraíba)
- Campionat potiguar (Rio Grande do Norte)
- Campionat cearense (Ceará)
- Campionat piauiense (Piaui)
- Campionat maranhense (Maranhão)
- Campionat amapaense (Amapá)
- Campionat paraense (Pará)
- Campionat amazonense (Amazonas)
- Campionat acreano (Acre)
- Campionat rondoniense (Rondonia)
- Campionat tocantinense (Tocantins)
- Campionat roraimense (Roraima)

### Competicions desaparegudes
- Torneig Roberto Gomes Pedrosa (Taça de Prata o Robertão)
- Taça Brasil
- Copa dos Campeões
- Supercopa de Brasil
- Torneig Rio-São Paulo
- Torneig Norte-Nordeste
- Copa Nordeste
- Copa Norte
- Copa Sul-Minas
- Copa Centro-Oeste
- Torneio de Integração da Amazônia

## Principals clubs
Estat de Rio de Janeiro
- Botafogo de Futebol e Regatas (Rio de Janeiro)
- Clube de Regatas do Flamengo (Rio de Janeiro)
- Fluminense Football Club (Rio de Janeiro)
- Club de Regatas Vasco da Gama (Rio de Janeiro)
- América Football Club (Rio de Janeiro)
- Bangu Atlético Clube (Rio de Janeiro)
- Americano Futebol Clube (Campos dos Goytacazes)

Estat de São Paulo
- Sociedade Esportiva Palmeiras (São Paulo)
- Sport Clube Corinthians Paulista (São Paulo)
- São Paulo Futebol Clube (São Paulo)
- Associação Portuguesa de Desportos (São Paulo)
- Santos Futebol Clube (Santos)
- Associação Desportiva São Caetano (São Caetano do Sul)
- Guaraní Futebol Clube (Campinas)
- Associação Atlética Ponte Preta (Campinas)
- Botafogo Futebol Clube (Ribeirão Preto)
- America Futebol Clube (São José do Rio Preto)
- Paulista Futebol Clube (Jundiai)
- Esporte Clube Santo André (Santo André)
- Ituano Futebol Clube (Itu)
- Marília Atlético Clube (Marília)

Minas Gerais
- Clube Atlético Mineiro (Belo Horizonte)
- Cruzeiro Esporte Clube (Belo Horizonte)
- América Futebol Clube (Belo Horizonte)

Rio Grande do Sul
- Grêmio Foot-Ball Porto Alegrense (Porto Alegre)
- Sport Club Internacional (Porto Alegre)
- Esporte Clube Juventude (Caxias do Sul)
- Sociedade Esportiva e Recreativa Caxias (Caxias do Sul)
- Grêmio Esportivo Brasil (Pelotas)

Districte Federal del Brasil
- Sociedade Esportiva do Gama (Brasilia-Gama)
- Brasiliense Futebol Clube (Brasilia-Taguatinga)

Mato Grosso do Sul
- Esporte Clube Comercial (Campo Grande)
- Operário Futebol Clube (MS) (Campo Grande)

Mato Grosso
- Mixto Esporte Clube (Cuiabá)
- Operário Futebol Clube (MT) (Varzea Grande)

Estat de Goiás
- Goiás Esporte Clube (Goiânia)
- Vila Nova Futebol Clube (Goiânia)
- Atlético Clube Goianiense (Goiânia)
- Goiânia Esporte Clube (Goiânia)
- Goiatuba Esporte Clube (Goiatuba)
- Clube Recreativo e Atlético Catalano (Catalão)

Santa Catarina
- Figueirense Futebol Clube (Florianópolis)
- Avaí Futebol Clube (Florianópolis)
- Criciúma Esporte Clube (Criciúma)
- Joinville Esporte Clube (Joinville)

Paraná
- Coritiba Foot Ball Club (Curitiba)
- Clube Atlético Paranaense (Curitiba)
- Paraná Clube (Curitiba)

Espírito Santo
- Vitória Futebol Clube (Vitória)
- Rio Branco Atlético Clube (Caricica)

Bahia
- Esporte Clube Vitória (Salvador)
- Esporte Clube Bahia (Salvador)

Sergipe
- Associação Desportiva Confiança (Aracaju)
- Club Sportivo Sergipe (Aracaju)

Alagoas
- Centro Sportivo Alagoano (Maceió)
- Clube de Regatas Brasil (Maceió)

Pernambuco
- Sport Club do Recife (Recife)
- Santa Cruz Futebol Clube (Recife)
- Clube Náutico Capibaribe (Recife)

Paraíba
- Botafogo Futebol Clube (João Pessoa)
- Campinense Clube (Campina Grande)
- Treze Futebol Clube (Campina Grande)

Rio Grande do Norte
- ABC Futebol Clube (Natal)
- América Futebol Clube (Natal)

Ceará
- Fortaleza Esporte Clube (Fortaleza)
- Ceará Sporting Club (Fortaleza)
- Ferroviário Atlético Clube (Fortaleza)

Piauí
- Esporte Clube Flamengo (Teresina)
- River Atlético Clube (Teresina)

Maranhão
- Sampaio Corrêa Futebol Clube (São Luís)
- Moto Club (São Luís)
- Maranhão Atlético Clube (São Luís)

Amapá
- Esporte Clube Macapá (Macapá)
- Amapá Clube (Macapá)
- Ypiranga Clube (Macapá)

Pará
- Clube do Remo (Belém)
- Paysandu Sport Club (Belém)
- Tuna Luso Brasileira (Belém)

Amazones
- São Raimundo Esporte Clube (Manaus)
- Nacional Fast Clube (Manaus)
- Atlético Rio Negro Clube (Manaus)
- Nacional Futebol Clube (Manaus)

Acre
- Rio Branco Football Club (Rio Branco)

Rondônia
- Ji-Paraná Futebol Clube (Ji-Paraná)

Estat de Tocantins
- Palmas Futebol e Regatas (Palmas)

Roraima
- Atlético Roraima Clube (Boa Vista)

## Jugadors destacats
Fonts:
Des de 1910
- Henry Welfare (ang)
- Manoel Nunes-Neco

Des de 1920
- Eurico Lara
- Jaguaré Becerra Vasconcelos
- Luís Gervasoni-Italia
- Fausto Dos Santos
- Arthur Friedenreich
- Luís Matoso-Feitiço
- Nilo Braga

Des de 1930
- Domingos Antônio da Guia
- Romeu Pellicciari
- Leônidas da Silva
- Uriel Fernandes-Teleco
- Carlos Carvalho Leite
- Elba Padua Lima-Tim
- Petronilho de Brito
- Waldemar de Brito

Des de 1940
- Osmar Fortes-Tesourinha
- Waldemar Fiúme
- Danilo Alvim
- Rodolpho Barteczko-Patesko
- Heleno de Freitas
- Francisco Aramburu-Chico
- Thomaz Soares Silva-Zizinho
- Jair Rosa Pinto
- Ademir Marques Menezes

Des de 1950
- Moacyr Barbosa
- Carlos José Castilho
- Gylmar dos Santos Neves
- Djalma Santos
- Nílton Reis dos Santos
- Mauro Ramos de Oliveira
- Oswaldo Silva-Baltazar
- José Carlos Bauer
- Valdir Pereira-Didi
- Julio Botelho-Julinho
- José Macia-Pepe
- José Ribamar de Oliveira-Canhoteiro

Des de 1960
- Haílton Corrêa de Arruda-Manga
- Hilderaldo Luiz Bellini
- Orlando Peçanha de Carvalho
- Roberto Dias Branco
- Wilson da Silva-Piazza
- José Ely Miranda-Zito
- Gérson de Oliveira Nunes
- Edson Arantes do Nascimento-Pelé
- Mário Lobo Zagallo
- Edvaldo Izídio Neto-Vavá
- José J. Altafini-Mazola
- Amarildo Tavares Silveira
- Manoel F. Santos-Garrincha
- Evaristo de Macedo

Des de 1970
- Émerson Leão
- Hércules de Brito Ruas
- Carlos Alberto Torres
- Francisco Marinho Chagas
- Luís Edmundo Pereira
- Manoel Rezende-Nelinho
- José Guimaraes Dirceu
- João Leiva-Leivinha
- Ademir da Guia
- Roberto Rivellino
- Clodoaldo Tavares de Santana
- Roberto Oliveira-Dinamita
- Paulo César Lima
- Jair Ventura Filho-Jairzinho
- Eduardo Gonçalves Andrade-Tostao
- José Reinaldo de Lima

Des de 1980
- Edinho Nazareth Filho
- José Leandro Ferreira
- Leovegildo Lins da Gama Júnior
- Carlos Vaz Leal-Branco
- Sócrates Brasileiro Souza
- Arthur Antunes Coimbra-Zico
- José Oscar Bernardi
- Paulo Roberto Falcão
- Toninho Cerezo
- Ricardo Rogerio Alemão
- Éder Aleixo de Assis
- Antônio de Oliveira-Careca

Des de 1990
- Cláudio Andre Taffarel
- Mauro Geraldo Galvão
- Mauro da Silva Gomes
- Aldair Santos do Nascimento
- Marcos Evangelista-Cafú
- Jorge de Amorim-Jorginho
- Carlos Bledorn-Dunga
- Raí Souza Vieria
- José Gama Oliveira-Bebeto
- Romário de Souza Faria
- Rivaldo Vitor Borba Ferreira

Des de 2000
- Nelson de J. Silva-Dida
- Júlio César Soares Espíndola
- Lúcio Ferreira da Silva
- Roberto Carlos da Silva
- Ronaldinho de Assis Moreira
- Ricardo Izecson-Kaká
- Ronaldo Luis Nazário de Lima
- Adriano Leite Ribeiro

Des de 2010
- Alisson Becker
- Dani Alves
- Thiago Silva
- Marcelo Vieira
- Philippe Coutinho
- Willian Borges da Silva
- Neymar Júnior

## Principals estadis

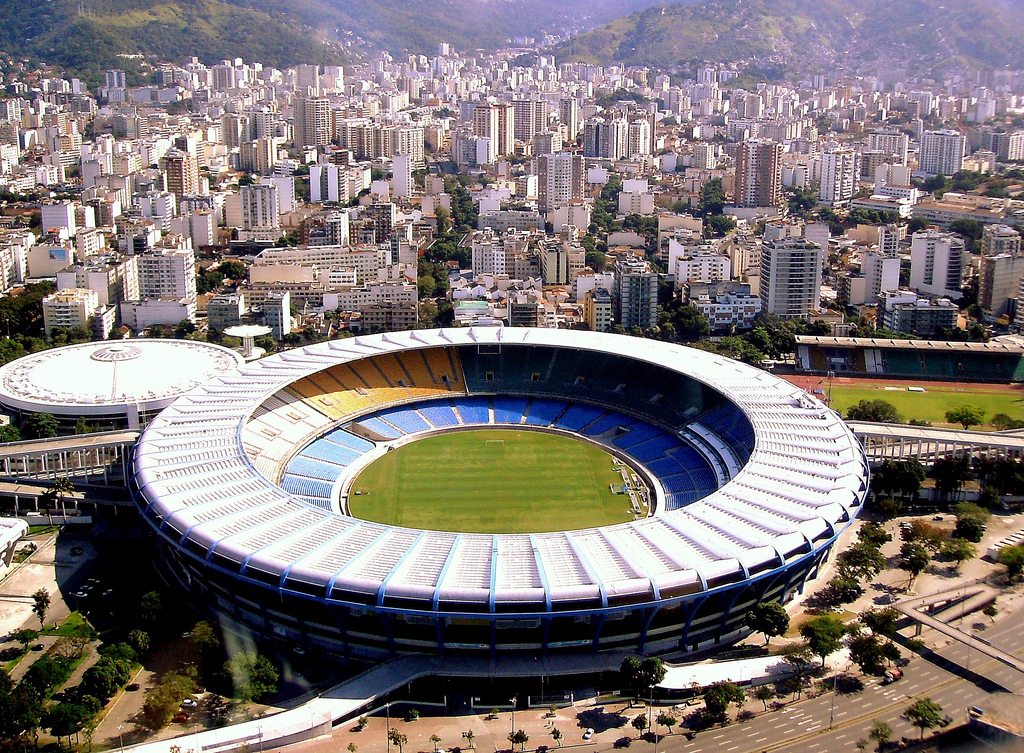
Maracanã.

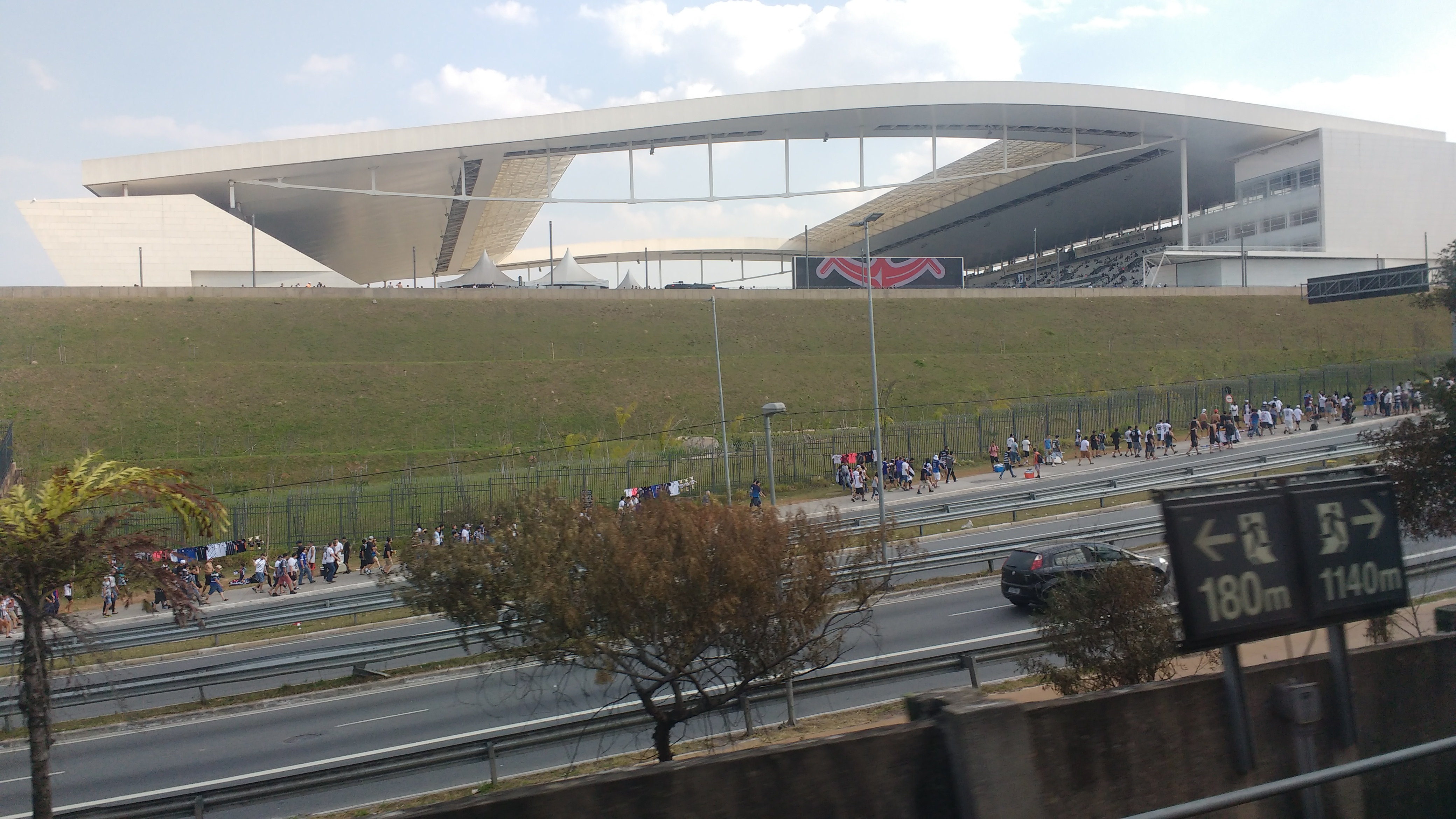
Arena Corinthians.